# Nurmojła (przystanek kolejowy)
Nurmojła (ros. Нурмойла, krl. Nurmoilu) – przystanek kolejowy w miejscowości Nurmojła, w rejonie ołonieckim, w Karelii, w Rosji. Położony jest na linii Janisjarwi – Łodiejnoje Pole.
Dawniej mijanka Razjezd 80 km (ros. Разъезд 80 км), później przystanek kolejowy 150 km (ros. 150 км), zlokalizowane ok. 1,2 km na zachód (w stronę Janisjarwi) od współczesnego przystanku.